# Miltiadész
Miltiadész (görög Μιλτιάδης Κίμονος, kb. i. e. 555/550 – Athén, i. e. 489) athéni arisztokrata, politikus, sztratégosz, a marathóni csata győztes parancsnoka, kherszonészoszi türannosz.

## Családja
Nemesi családba született Kimón (Κίμων Κοάλεμος) fiaként i. e. 550, mások szerint i. e. 555 körül. Születésekor Athént Peiszisztratosz türannosz irányította. Mostohanagybátyja az idősebb Miltiadész, a thrák dolonkoszok fejedelme volt Kherszonészoszban, akitől i. e. 510 körül ifjabb Miltiadész átvette a város irányítását. Olorosz trák király lányát, Hegeszipülét vette feleségül, fiukat, mint Miltiadész apját, szintén Kimón-nak (ógörögül: Κίμων Μιλτιάδου Λακιάδης) nevezték, ő később híres athéni politikus lett.

## Élete

### Korai évek Athénban
Későbbi hagyományok szerint Peiszisztratosz és fia, Hippiasz ellenfele lett volna, de ez nem valószínű, ugyanis i. e. 524-ben és i. e. 523-ban arkhón volt, és tagja volt az akkor a legfőbb bírói testület szerepét betöltő Areioszpagosznak is, vagyis jó viszonyt ápolhatott az uralkodócsaláddal.

### Kherszonészosz türannosza
I. e. 520 vagy más források szerint i. e. 516 körül megörökölte a thrákiai Kherszonészosz feletti uralmat, amit nagybátyjának ajánlottak fel régen a helybeliek először, mert féltették függetlenségüket. Az idősebb Miltiadész Delphoitól kért tanácsot és a kedvező válasz után el is fogadta a tisztet. Hérodotosz szerint a dolonkoszok kértek jóslatot Delphoiban, és Apollón jóslata szerint annak ajánlották fel a trónt, aki őket először megvendégelte a hazaúton.
Miltiadész tehát Kherszonészosz türannosza lett, erővel megszerezve örökségét riválisaitól, bebörtönözve őket. A Perzsa Birodalom uralkodójának, Nagy Dareiosznak vazallusa lett, részt vett annak i. e. 513-as szkíták elleni hadjáratában. I. e. 499-ben csatlakozott a perzsa uralom ellen kitört ión felkeléshez, baráti viszonyt kiépítve Athénnal elfoglalta Lemnoszt és Imbroszt, és átadta őket Athénnak. I. e. 494-ben a felkelés összeomlott, és a megtorló perzsa hadjárat elől – amiben Mardoniosz elfoglalta Makedóniát – i. e. 492-ben Miltiadész Athénba menekült. Fiát, Metiokhoszt elfogták a perzsák, élethossziglanra fogságba vitték, de tisztességesen bántak vele mint a perzsa nemesség de facto tagjával. Meg is házasodhatott és boldogan élhetett Perzsiában.

### Újra Athénban
Athénba visszatérve – ahol a türannisz már megszűnt és Kleiszthenész reformjai bevezették a demokráciát – Miltiadészt eleinte ellenségesen fogadták kherszonészoszi türannisza miatt. De ő sikeresen mutatta be magát mint a görög szabadság védelmezőjét a perzsa despotizmus ellen és így elkerülte a büntetést. A tíz sztratégosz egyikének választották az i. e. 490-es évre. Gyakran neki tulajdonítják annak a győztes taktikának a kigondolását, amivel Athén győzött abban az évben a perzsák felett Marathónnál.
A következő évben Miltiadész egy 70 hajóból álló expedíciót vezetett azon görögök lakta szigetek ellen, amelyekről úgy vélték, hogy a perzsákat támogatták. Az expedíció nem volt sikeres. Az expedíció megtámadta Pároszt, amit korábban meghódítottak a perzsák, de nem tudta elfoglalni a szigetet. Miltiadész súlyos lábsérülést szerzett és mozgásképtelen lett. Kudarca miatt felháborodottan követelték Athénba való visszatérését, lehetővé téve riválisainak, hogy kihasználják a kegyekből való kiesését. Árulással vádolták – a fő vádló Xanthipposz, Periklész apja volt – és halálra ítélték, de a büntetést 50 Talentum megfizetésére változtatták. Ez hatalmas összeg volt az akkori időkben. Börtönbe küldték, ahol meghalt, valószínűleg üszkösödés következtében. A büntetést végül fia, Kimón fizette ki.

## Külső hivatkozások
- Miltiadész sisakjának fotoesszéje – Olümpiában találták, felirat alapján azonosították
- Miltiades Jona Lenderingtől